# Терпентина (Люблінське воєводство)
Терпентина (пол. Terpentyna) — село в Польщі, у гміні Дзешковиці Красницького повіту Люблінського воєводства.
Населення — 526 осіб (2011).

## Демографія
Демографічна структура станом на 31 березня 2011 року:
|          | Загалом | Допрацездатний вік | Працездатний вік | Постпрацездатний вік |
| -------- | ------- | ------------------ | ---------------- | -------------------- |
| Чоловіки | 254     | 52                 | 176              | 26                   |
| Жінки    | 272     | 57                 | 146              | 69                   |
| Разом    | 526     | 109                | 322              | 95                   |